# Зиккинген, Франц фон
Франц фон Зиккинген (нем. Franz von Sickingen; 2 марта 1481, родовой замок Эбернбург в Бадене — 7 мая 1523) — немецкий рыцарь, предводитель Рыцарского восстания.

## Биография
Зиккинген был самым значительным из прирейнских рыцарей, находившихся в непосредственной зависимости от императора. Он участвовал в походах Максимилиана I, потом Карла V и дослужился до больших почестей при дворе; тем не менее он всю свою жизнь оставался верным типу свободного рыцаря, постоянно переходил с места на место, всегда с кем-нибудь враждовал, отстаивал права своего сословия против притязаний князей и городов, выступал защитником слабых и угнетенных.
Так, например, мецские горожане обратились к нему с просьбой о помощи против городского совета; Зиккинген, с двадцатью тысячами наёмников, явился в Мец и заставил совет не только подтвердить права и преимущества горожан, но и заплатить контрибуцию ему лично. За это он подвергся опале, но император нуждался в нём для борьбы с Ульрихом Вюртембергским и снял с него опалу. После смерти Максимилиана I Зиккинген с войском расположился вблизи Франкфурта, где происходили выборы, и сильно содействовал выбору Карла V, на которого он возлагал большие надежды. Карл V назначил его императорским советником и камергером.
Во время своего пребывания в Швабии Зиккинген познакомился с Гуттеном, который с 1520 года не расставался с ним. Гуттен приобрел на него большое влияние, сделал его сторонником Лютера и способствовал облагороживанию его стремлений. Укрепленные замки Зиккинген, Ландштуль и Эбернбург служили приютом для гонимых и получили название «убежищ справедливости». Вместе с Гуттеном Зиккинген разработал обширный план уничтожения власти всех светских и духовных князей, поделивших между собой Германию с целью создания единого государства, подчиненного лишь одному главе.
Зиккинген скоро стал известен как один из искренних сторонников Реформации. В 1521 году Зиккинген собрал до 20 тыс. наемников, и, разделив начальство с графом Нассауским, перешёл через границу Франции и дошёл до Мезьера. Болезни и недостаток припасов заставили его вернуться, что он и сделал, храбро отбиваясь от войск Франциска I.

## Рыцарское восстание
В 1522 году он основал союз верхнерейнских рыцарей, избравший его главным военачальником.
В августе того же года Зиккинген объявил войну архиепископу трирскому, Рихарду Грейффенклау, яростному противнику Реформации. Он проник в Трирскую область и дошёл до самого Трира, но после безуспешной его осады вынужден был отступить. Зиккинген предполагал, что мелкое дворянство, горожане и крестьяне восстанут и придут к нему на помощь, но эта надежда оказалась ошибочной. Реформаторы не одобряли его предприятия, народ не сочувствовал рыцарю, предполагая, что поход был им предпринят лишь из личной ненависти к архиепископу. Тем временем против него был организован союз князей: в апреле 1523 года он был осаждён в последней своей твердыне, замке Ландштуль. Во время осады Зиккинген был смертельно ранен.
В 1889 году на Эбернбурге Зиккингену и Гуттену поставлен великолепный памятник.

## В художественных произведениях
- Трагедия «Франц фон Зиккинген» Ф. Лассаля.